# Pueblonuevo del Guadiana
Pueblonuevo del Guadiana (extremadurai nyelven Pueblu-Nuevu de Guadiana) település Spanyolországban, Badajoz tartományban. Pueblonuevo del Guadiana Valdelacalzada, Talavera la Real és Badajoz községekkel határos. Lakosainak száma 1953 fő (2024).

## Népesség
A település népessége az utóbbi években az alábbiak szerint változott:
| Lakosok száma | 1973 | 1999 | 1972 | 2018 | 2058 | 2056 | 2036 | 2021 | 1989 | 1953 |
|               | 2001 | 2004 | 2006 | 2009 | 2011 | 2014 | 2016 | 2019 | 2021 | 2024 |